# Florianella bipolaris
Florianella bipolaris är en plattmaskart som beskrevs av Rieger och Wolfgang Sterrer 1975. Florianella bipolaris ingår i släktet Florianella och familjen Bertiliellidae. Inga underarter finns listade i Catalogue of Life.